# Радянська Соціалістична Республіка Тавриди
Радя́нська Соціалісти́чна Респу́бліка Таври́ди (рос. Советская Социалистическая Республика Тавриды, також була знана як Таврійська Радянська Соціалістична Республіка) — штучне напівдержавне утворення, радянська республіка, що існувала у Криму у березні-квітні 1918 року. Входила до складу РРФСР. Постала за безпосередньої ініціативи ЦК РКП(б) та РНК РСФРР як буфер між радянською Росією та іноземними військами.

## Історія
19 і 21 березня 1918 року Таврійський Центральний Виконавчий Комітет, що його 7-10 березня 1918 року було обрано у Сімферополі на І-ому Установчому з'їзді Рад, ревкомів та земельних комітетів Таврійської губернії, ухвалив декрети про створення Таврійської РСР. Також була створена Рада Народних Комісарів Таврійської РСР (8 більшовиків та 4 лівих есера, на чолі — Антон Слуцький). 19 березня ЦВК рад Таврійської губернії (голова Ж.Міллер) декретом проголосив території Таврійської губернії у складі: Сімферопольського, Феодосійського, Ялтинського, Євпаторійського, Мелітопольського, Бердянського, Перекопського та Дніпровського повітів Таврійською республікою рад робітничих, солдатських та селянських депутатів. Цим самим включили до складу проголошеної республіки території, що вже були визнані складовими Української радянської республіки. РНК РСФРР «виправляє» кримських більшовиків. До Москви для отримання інструкцій від В.Леніна були надіслані делегати.
21 березня на засіданні Таврійського губернського ЦВК після доповіді делегації з Москви проголосовано Республіку Тавриду в межах «нейтральної зони» — Крим від Перекопу.
22 березня ЦВК рад Таврійської губернії декретом проголосив території Кримського півострова: Сімферопольського, Феодосійського, Ялтинського, Євпаторійського, Перекопського повітів радянською соціалістичною Республікою Тавриди. Того ж дня уряд Тавриди телеграмами повідомляв уряди Австро-Угорщини, Болгарії, Німеччини, Росії, Туреччини, США про визнання Брестського миру.
ЦВК та РНК Таврійської РСР діяли згідно з декретами радянської влади та займалися конфіскацією землі та націоналізацією промисловості. У березні-квітні 1918 року РНК Тавриди відправила до центральних областей Радянської Росії понад 5 млн пудів провізії.
4 квітня з Москви надійшло повідомлення: Раднарком РСФРР офіційно визнає існування Кримської республіки як самостійної федеративної радянської республіки.
Одначе після проголошення Республіки Тавриди в межах лише півострова більшовики продовжували керувати північними повітами колишньої Таврійської губернії. 28 березня А. Слуцький місцевим ревкомам телеграму: «Декрет про кордони… вважати таким, що відмінено». 6 квітня місцевим органам влади надано директиву: «… за декретом Мелітопольський, Дніпровський і Бердянський повіти не увійшли до меж Республіки Тавриди, але… вони фактично входять до складу соціалістичної Республіки Тавриди». 11 квітня РНК Республіки Тавриди ухвалив рішення відокремлення повітів не визнавати.
28 березня уряд Тавриди почав підготовку до оборони перешийку, проголошено негайну мобілізацію до лав ЧА. Але загони (як євпаторійський) цілком вийшли з керування рад та відмовлялися йти на фронт. До зброї почали ставити загони чорної гвардії анархістів, що визнали необхідність захисту республіки; оголошена мобілізація буржуазії на будівництво укріплень Перекопського перешийку.
З наближенням фронту більшовики почали втрачати контроль на місцях. 15 квітня засідання Євпаторійської міської думи і повітового земського зібрання скасувало «всі земельні декрети про створення комуністичних та робітничих артілей», відновило чинність законодавчих актів про землю до більшовицького перевороту 1917 р. 19 квітня, коли німецькі сили вже пройшли Перекоп, більшовики займалися арештами інакодумаючих.
5 квітня на об'єднаному засіданні делегатів II Загальночорноморського з'їзду, Центрофлоту, Севастопольської ради, Головного заводського комітету порту, політичних партій прийнято рішення організувати захист «соціалістичної революції на Півдні країни». Однак присутні на засіданні члени меншовицької партії вважали, що «ми (севастопольці) захищатися не зможемо, Червона армія — це бандити, а не армія».
Щодо розброду у більшовицькій армії промовистим було делегатське зібрання 17 квітня представників берегових та судових частин майстерень Севастополя. Член Центрофлоту Єрмолін: «…Стосовно того розвалу, котрий панує в Червоній армії. Зараз окопи в Перекопі риють 85 китайців, адже Червона армія цієї роботи не визнає…»
Загалом, місцеве населення не сприйняло радянську владу Таврійської РСР. 18 квітня 1918 року українські війська на чолі з Петром Болбочаном атакували республіку, а незадовго після того до Криму також вдерлися німецькі війська.
21 квітня запорожці корпусу полковника Петра Болбочана прорвали фронт більшовиків на Перекопі і наблизилися до Джанкоя.
22 квітня контр-адмірал М. Саблін оголосив наказом по флоту, що «всі судна, портове майно, які знаходяться в портах Криму та на його узбережжі, є власністю Української Народної Республіки. А тому наказую скрізь, де треба, підняти українські прапори». 2-й Запорізький полк зайняв станцію Джанкой. Полковник П.Болбочан, не чекаючи, поки надійде решта сил, віддав наказ наступати на Сімферополь, де частини Запорізької бригади отамана З.Натієва зав'язали бої за місто. Кінний полк ім. К.Гордієнка і кінно-гірський дивізіон вели наступ західніше залізниці, що вела до Сімферополя — нею просувались панцерні потяги.
22 квітня в Ялті члени уряду з'ясували — міноносець за ними прийшов до Алушти. По дорозі вони наштовхнулися на військове формування кримських татар, які повстали проти більшовиків. 24 квітня татари розстріляли всіх членів уряду Республіки Тавриди, які потрапили до їх рук.
24 квітня запорожці Болбочана взяли Сімферополь і Бахчисарай. За підтримки місцевого населення там було встановлено українську владу. Севастопольська Рада (севастопольський осередок Центральної Ради) направила до Сімферопольської губернської ради делегацію (були й представники більшовицької партії). Ця делегація заявила, що Севастополь здадуть українським військам без бою, й що вже на багатьох кораблях підняті українські прапори.
25 квітня в Севастополі більшовики і монархісти без оперативної інформації вчинили переполох. Почали заставляти портових робітників вантажити портове майно для відправки до Новоросійська. Ті застрайкували. У місті доходило до кулачних боїв матросів-більшовиків з севастопольськими робітниками. Такі бійки мали місце на Приморському і Історичному бульварах, в портах та на майданах міста. Частини Запорізької бригади З.Натієва зайняли Сімферополь і розгорнули наступ на Севастополь. Кінний полк ім. К.Гордієнка, що наступав гірськими шляхами, вступив у Бахчисарай. Після цих перемог українські підрозділи на вимогу німецького військового командування (німецькі війська прибули до Сімферополя) припинили наступ і залишили Крим.
26 квітня в Севастополі екіпаж дредноута «Воля» заявив, що силою свого головного 12-ти дюймового калібру змусить більшовиків спустити підняті ними на міноносцях червоні знамена. З дивізіону міноносців у відповідь заявили, що проведуть мінну атаку «Волі». Ситуація загострювалася, але до кровопролиття не дійшло.
Наприкінці квітня 1918 року більшість членів ЦВК та РНК Таврійської РСР на чолі із Антоном Слуцьким та головою губкому РКП(б) Яном Тарвацьким були розстріляні німецькими військами в Алушті. 30 квітня 1918 року Радянська Соціалістична Республіка Тавриди була офіційно ліквідована.

## Керівництво РСР Тавриди

### Голови Центрального виконавчого комітету
- Новицький Павло Іванович (29.10.1917—1918)
- Міллер Жан Августович (10.02.1918—.04.1918)

### Голови Ради народних комісарів
- Слуцький Антон Йосипович (10.03.1918—.04.1918)

### Голови губернського комітетуРСДРП(б)
- Тарвацький Ян Юліанович (.10.1917—.04.1918)

### Секретарі губернського комітетуРСДРП(б)
- Новосельська Є (1917—.04.1918)

## Також дивіться
- Кримська операція 1918